# Digny
Digny ist eine französische Gemeinde mit 1.002 Einwohnern (Stand: 1. Januar 2022) im Département Eure-et-Loir in der Region Centre-Val de Loire. Sie gehört zum Arrondissement Chartres und zum Kanton Saint-Lubin-des-Joncherets.

## Geographie
Digny liegt etwa 26 Kilometer westnordwestlich von Chartres am Flüsschen Saint-Martin, einem Zufluss der Blaise. Umgeben wird Digny von den Nachbargemeinden Jaudrais im Norden, Saint-Maixme-Hauterive im Norden und Nordosten, Ardelles im Nordosten, Favières im Osten, Billancelles im Südosten, Pontgouin im Süden, Saint-Maurice-Saint-Germain im Süden und Südwesten, Belhomert-Guéhouville im Südwesten sowie Senonches im Westen.

## Bevölkerungsentwicklung
| Jahr                       | 1962 | 1968 | 1975 | 1982 | 1990 | 1999 | 2006 | 2013 | 2020 |
| Einwohner                  | 819  | 794  | 771  | 789  | 803  | 842  | 940  | 963  | 996  |
| Quellen: Cassini und INSEE |      |      |      |      |      |      |      |      |      |

## Sehenswürdigkeiten
- Kirche Saint-Germain
- Schloss La Hallière von 1774, Monument historique seit 1972
- Herrenhaus Romphaye aus dem 16. Jahrhundert

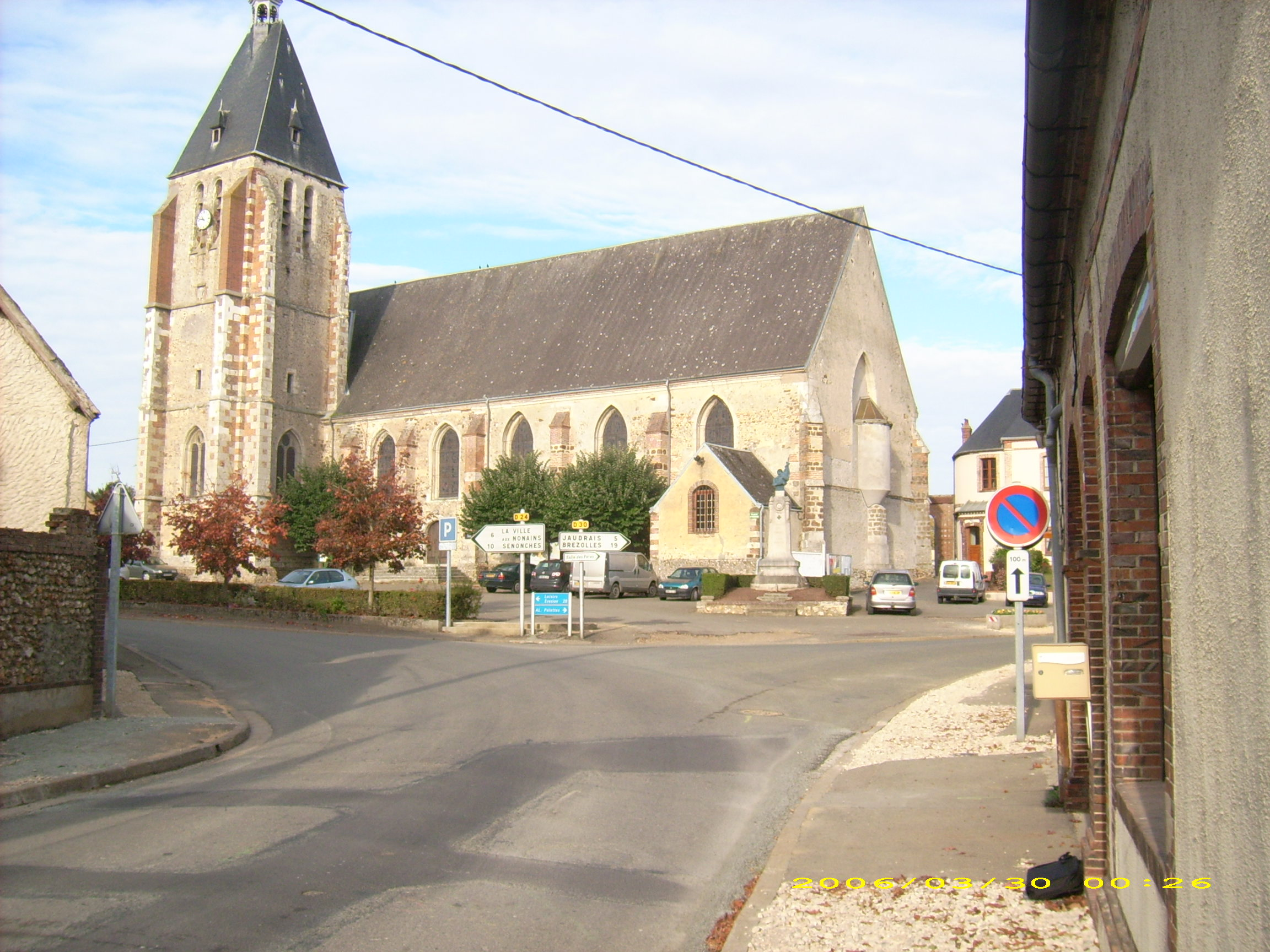
Kirche Saint-Germain
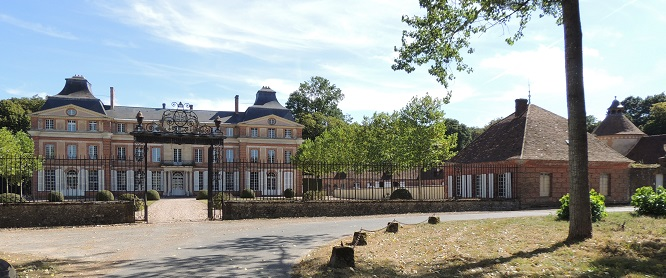
Schloss Hallière
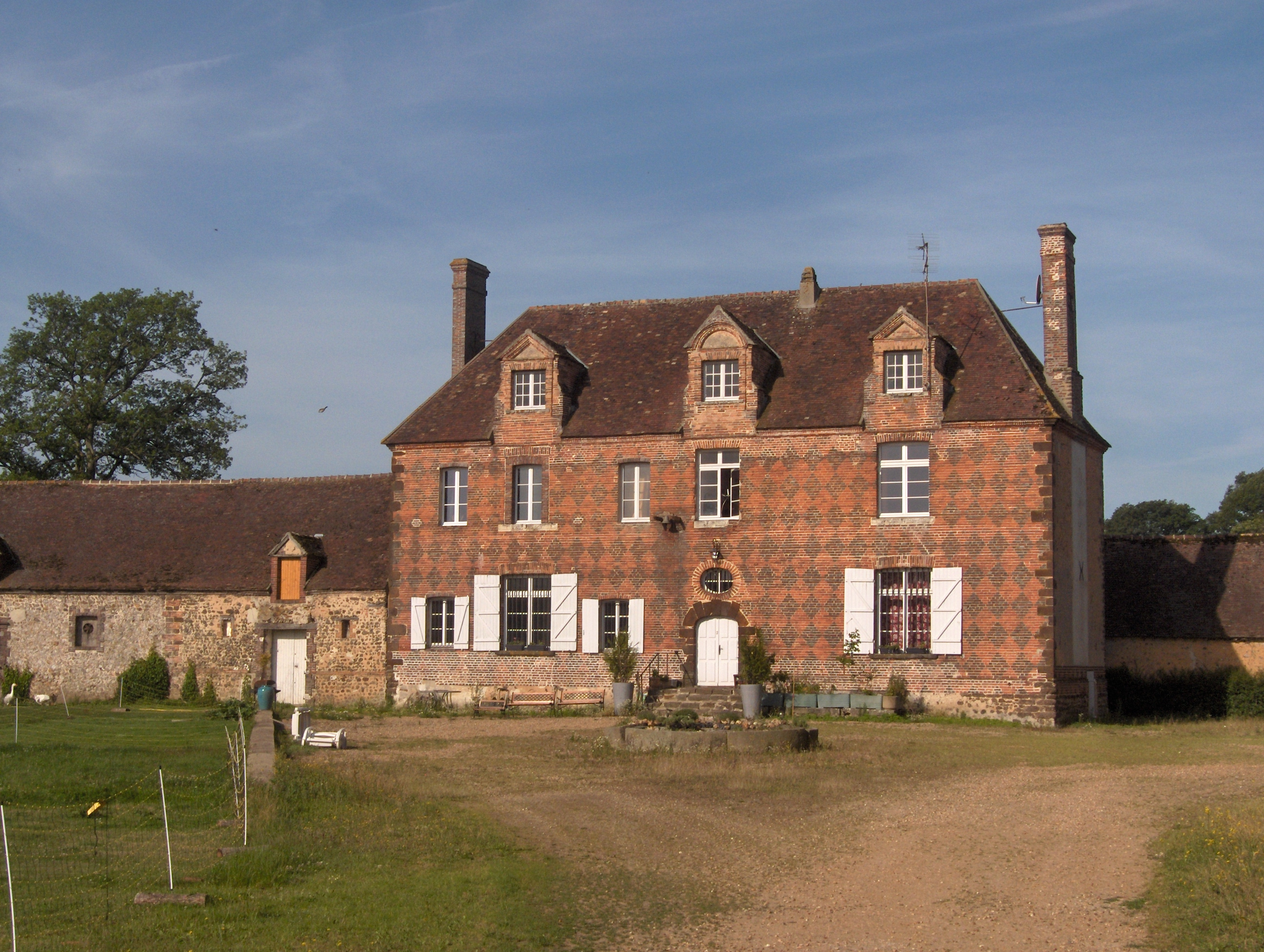
Herrenhaus Romphaye